# Cyclogastrella leucaniae
Cyclogastrella leucaniae är en stekelart som beskrevs av Yin-Xia Liao 1987. Cyclogastrella leucaniae ingår i släktet Cyclogastrella och familjen puppglanssteklar. Inga underarter finns listade i Catalogue of Life.